# Hamamdoek

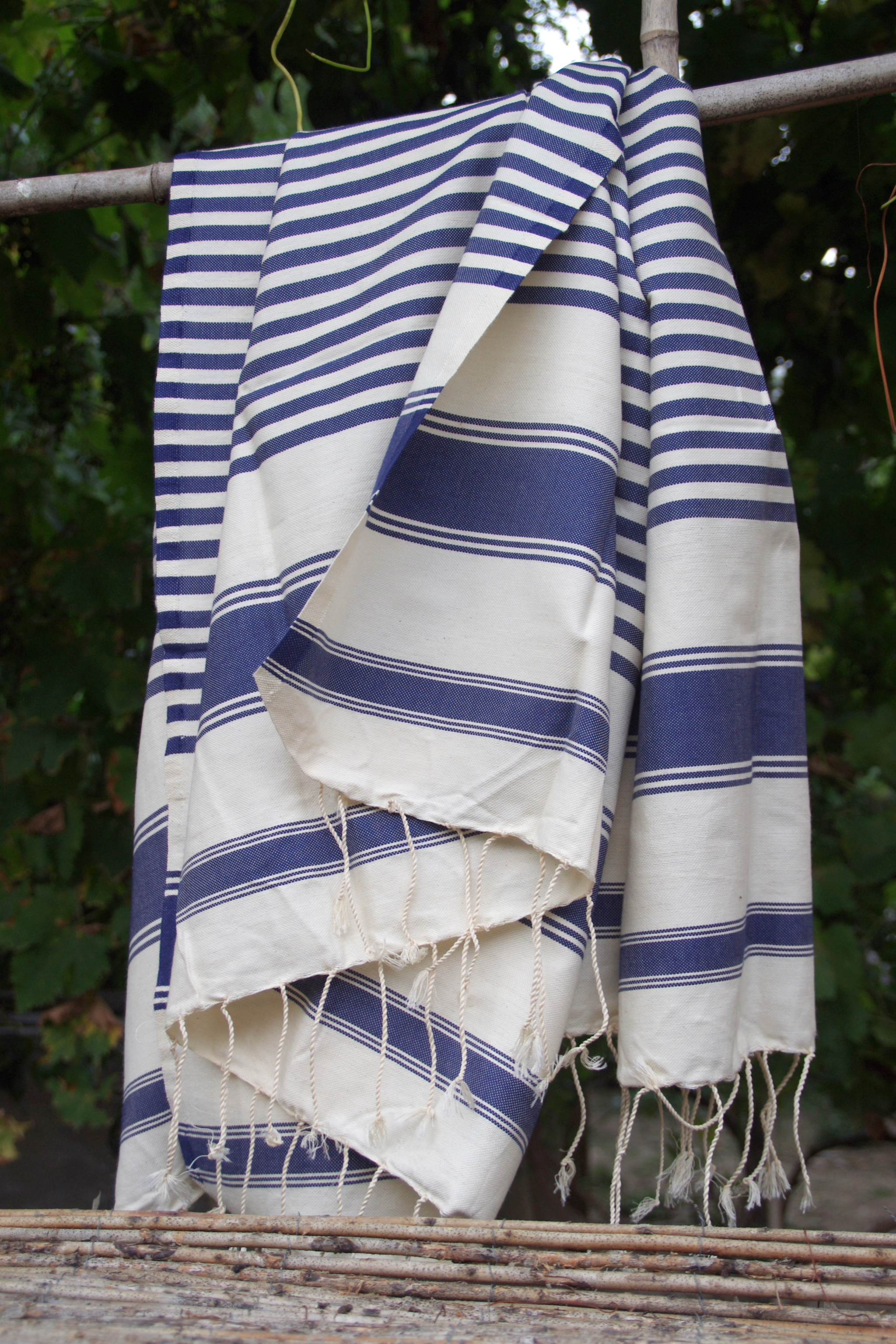
Een hamamdoek

De hamamdoek, ook wel pestemal of fouta genoemd, is een traditionele Turkse handdoek die gebruikt wordt in een hamam.
De hamamdoek wordt gemaakt van hydrofiel katoen, wat veel vocht op kan nemen, waardoor hij zeer geschikt is als badhanddoek of als strandlaken. Ook is de hamamdoek vrij dun, erg soepel, licht van gewicht en sneldrogend. Een specifiek kenmerk van de hamamdoek zijn de handgeknoopte franjes aan de bovenkant en onderkant van de doek.